# ФК Пошташ
ФК Пошташ (мађ. Budapesti Postás SE), је мађарски фудбалски клуб, стациониран у граду Зугло сада део четрнаестог округа округа Будимпеште.

## Историја клуба
ФК Пошташ је дебитовао у првој мађарској лиги 1903. године и првенство је завршио на четвртом месту.

## Имена клуба
- Спортско друштво званичника будимпештанске поште и телеграфа 1899–1901: − Budapesti Posta és Távirda Tisztviselők Sport Egyesülete
- Спортско друштво поштара 1901–1917: − Postások Sport Egyesülete
- Фудбакско друштво је расформирано 1906:
- Фудбалско друштво је обновљено 1908:
- Спортско друштво поштара 1917–1918: − Postás Sport Egyesület
- Поштарски спортски клуб 1918–1919: − Postások Sport Clubja
- Спортска заједница поштара 1919–1950: − Postás Sport Egyesület
- Ујединили се са АК Сентлеринц 1950: − Szentlőrinci AC
- Будимпештански СК Пошташ 1950–1954: − Budapesti Postás SK
- ФК Тереквеш Будимпешта 1954: − Budapesti Törekvés SE (спојио се са  ФК БКВ Елере (BKV Előre SC) и ФК Локомотив Budapesti Lokomotív)
- ФК Пошташ ШЕ 1956: − расформирали се на ФК Пошташ ШЕ, ФК БКВ Елере , ФК Будимпешта ВСК и ФК Сентлеринц (Szentlőrinci AC).
- ФК Пошташ 1956–данас: − Postás SE